# Cerrado de Calderón

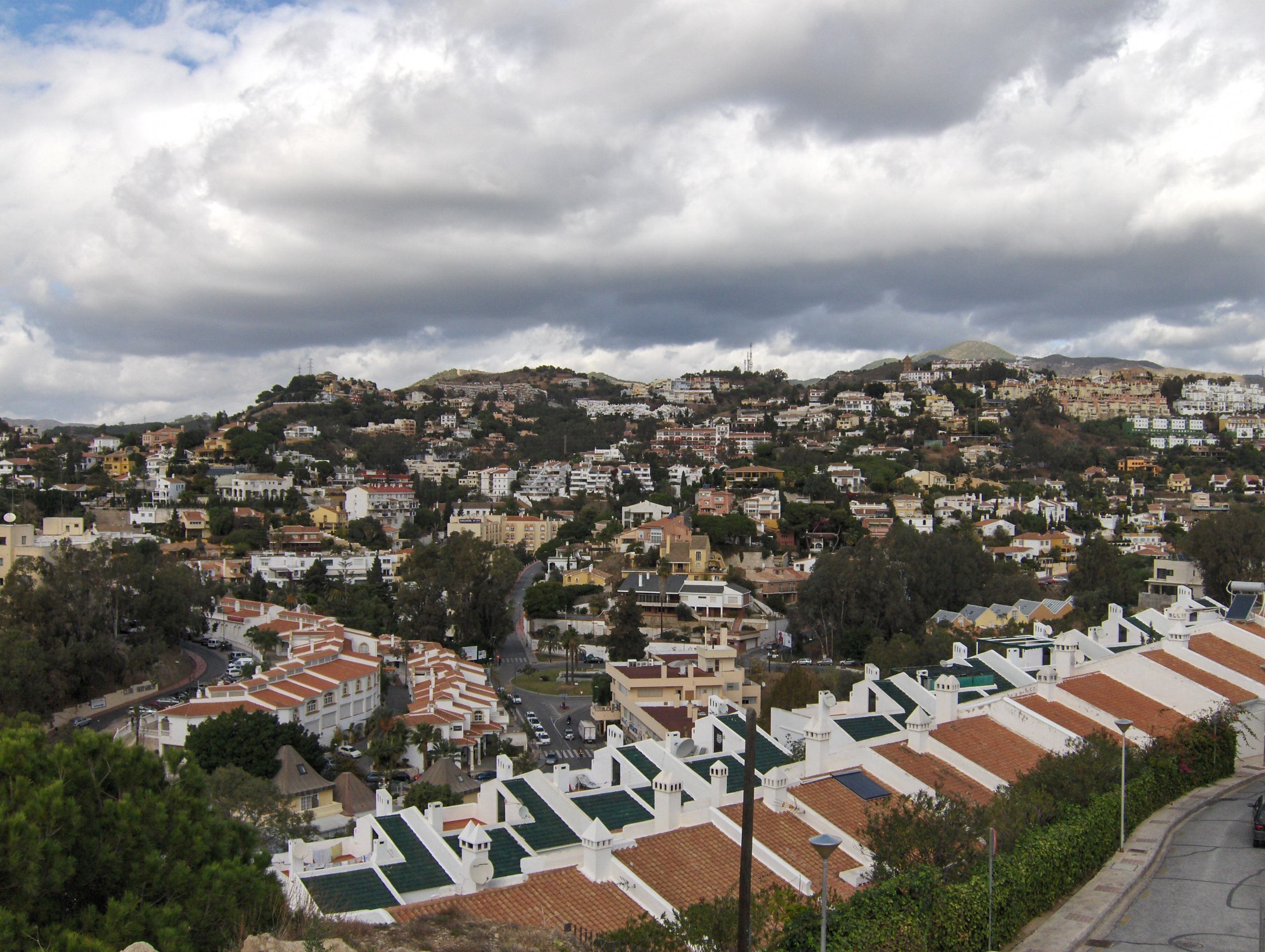
Vista del Cerrado de Calderón.

El Cerrado de Calderón es un barrio residencial de la zona oriental de la ciudad de Málaga, dentro de los límites del distrito Este.

## Características
Zona mayoritariamente residencial, con 2 destacados centros comerciales: el multicentro, donde hay un supermercado y gran cantidad de bares y restaurantes muy concurridos y variados. Más arriba está el Next Shopping, un centro comercial reciente que cuenta con un Mercadona, ferretería, copistería, farmacia y una gran oferta gastronómica. Como muchos barrios de esta zona de Málaga, hasta hace poco más de 20 años era zona verde casi en su totalidad, pero a principios del 2000 fue explotado por las inmobiliarias de la zona convirtiéndolo en uno de los barrios más valorados de Málaga. El colegio que lleva el mismo nombre que el barrio y es considerado uno de los mejores colegios concertados de Málaga. 
Actualmente su población ya supera los 10 000 habitantes. Algunas de las calles principales son calle Olmos o calle Los Flamencos. Los nombres de las calles de este barrio suelen ser nombres de vegetales como calle Olmos, Centaurea, Cardo Cuco, Altabaca, Alcaparrón y Arces entre otras muchas.

## Transporte
En autobús queda conectado con el resto de la zona este-centro de Málaga mediante las siguientes líneas de la EMT: 
| Línea | Trayecto                                  | Recorrido | Frecuencia       |
| ----- | ----------------------------------------- | --------- | ---------------- |
| 33    | Alameda Principal - Cerrado de Calderón   | Recorrido | 25-35-60 minutos |
| 11    | Universidad - Alameda Principal - El Palo | Recorrido | 5 minutos        |
| C3    | Parque Clavero                            |           | 15 minutos       |

## Curiosidades
- En esta barriada se encuentra el Colegio Cerrado de Calderón, de cuyo Centro de Alto Rendimiento salieron numerosos nadadores, llegando incluso alguno de ellos a participar en Juegos Olímpicos, como es el caso de María Peláez, Guillermo Mediano o Melquiades Álvarez. Además de la natación, en los últimos años se hizo especialmente famoso el equipo de baloncesto femenino de la generación del 98, dirigido por Oliver Cabrera y que compitió a nivel provincial y autonómico consiguiendo todos los títulos provinciales en disputa, siendo un referente de su generación en el deporte base de la canasta y de todo el colegio en particular.
- Otro de los colegios que se encuentran en él es el Lycée Français.
- En esta zona encontramos el colegio concetrtado perteneciente al Sagrado Corazón de Jesús, más conocido como "Las Esclavas". Este colegio se considera uno de los mejores de la ciudad por su nivel educativo, además de que se encuentra en él la congregación de las Esclavas del Divino Corazón. Este colegio ha sido galardonado múltiples veces en los años pasados por la orientación educativa religiosa y los buenos resultados académicos, sociales, culturales y deportivos de sus métodos de enseñanza y claustro de profesores.
- También está el colegio británico St George's, que se encuentra justo al lado de las instalaciones deportivas Club Cerrado de Calderón.

## Lugares de interés cercanos
La Costa del Sol resulta ser uno de los lugares a los que la mayor parte de España tiene el gusto de visitar por su espléndida cercanía a la playa y el tiempo que le acompaña. Por consiguiente, existen zonas de montañas donde hoy en día se encuentra urbanizada, y es por esta razón por la que surge el barrio de Cerrado de Calderón.  En esta zona urbanizada existen pequeños escondites que guardan grandes reliquias para divisar la hermosa ciudad malagueña, los cuales son desconocidos por gran parte de la población.
- El “falcón”. Situado junto al parque de El Morlaco, un enorme jardín botánico de gran riqueza cultural. Lo denominan con ese término dado que en la zona donde se sitúa se ubica una casa al lado que se parece a serie popular de Falcon Crest. Se consigue captar una gran visión del mar de Alborán junto a los Baños del Carmen.

- Mirador del Cerrado, Blapo. Es comúnmente conocido con este último término: “Blapo” entre la gente joven. Posee dos entradas, pero una de ella fue cerrada hace unos años dado que el vecindario cercano a dicho mirador se quejaba del ruido que provocaba la juventud que se reunía allí.  Es el sitio idóneo donde capturar una imagen panorámica de nuestra ciudad malagueña.

- Mirador del Cerrado. También se encuentra bautizado por “el mirador de Clavero” dado que el barrio en el que se encuentra se llama Parque Clavero. Una barriada constituida por múltiples urbanizaciones y chalets donde se percibe un gran ambiente de serenidad.

- Mirador de la Antena: Es fácil observar, entre la zona de la Victoria y el Limonar, un enorme monte que resalta con la aparición de una antena. Desde arriba encontramos una fotografía inolvidable de Málaga.

- Pinares de San Antón. Alejado de la zona urbanizada del Cerrado de Calderón, encontramos el pico del monte San Antón. Se considera un mirador de la propia ciudad ya que es el lugar más alto de la zona este, aunque al estar alejado del casco histórico se pierden detalles del paisaje.